# آندره‌آ کاکووه‌آن
آندره‌آ کاکووه‌آن (به انگلیسی: Andreea Cacovean) ژیمناست زادهٔ ۱۵ سپتامبر ۱۹۷۸ میلادی اهل کشور رومانی است.